# Glendale (hrabstwo Boulder)
Glendale – jednostka osadnicza w Stanach Zjednoczonych, w stanie Kolorado, w hrabstwie Boulder.